# Eugeniusz Iwanow
Eugeniusz Iwanow (ur. 3 lutego 1933 w Brześciu, zm. 28 czerwca 2024 w Częstochowie) – kompozytor szachowy, działacz problemowy i szachowy

## Życiorys
Opublikował około 1000 zadań, zdobył ponad 350 nagród i wyróżnień (w tym 54 pierwszych nagród). Ma duże zasługi w rozwoju powojennej problemistyki.
Szachami zainteresował się w wieku 16 lat. Zadebiutował w 1952 w tygodniku "Przyjaźń". W 1957 zdobył tytuł mistrza krajowego, a w 1988 – mistrza FIDE w kompozycji szachowej.
Wybrane sukcesy Eugeniusza Iwanowa w samomatach:
- III Championat Polski (1945–1958) II miejsce
- IV Championat Polski (1959–1960) II miejsce
- VII Championat Polski (1965–1966) II miejsce
- XII Championat Polski (1980–1982) II miejsce
- XIII Championat Polski (1983–1985) II miejsce
- XIV Championat Polski (1986–1988) II miejsce
- XV Championat Polski (1989–1991) II miejsce
- XVI Championat Polski (1992–1994) II miejsce
- XVII Championat Polski (1995–1997) II miejsce

Międzynarodowa Federacja Szachowa w 1967 nadała mu tytuł sędziego klasy międzynarodowej w kompozycji szachowej. W latach 1992–2004 był przewodniczącym Komisji Kompozycji Szachowej Polskiego Związku Szachowego.
Eugeniusz Iwanow w latach 1961–2003 wydawał pismo "Problemista". W latach 1976–1990 był prezesem Okręgowego Związku Szachowego w Częstochowie.
W 2014 roku został odznaczony Złotą Honorową Odznaką Polskiego Związku Szachowego.